# 佐坂明音
佐坂 明音（ささか みのん、2000年1月6日 - ）は、日本の女子バスケットボール選手である。ポジションはパワーフォワード。

## 来歴
埼玉県出身。
山村学園高校、新潟経営大で全国大会を経験。
2022年、新潟アルビレックスBBラビッツに加入。
2023年、退団。